# Arthrosphaera silvestrii
Arthrosphaera silvestrii är en mångfotingart som beskrevs av Jeekel 200. Arthrosphaera silvestrii ingår i släktet Arthrosphaera och familjen Sphaerotheriidae. Inga underarter finns listade i Catalogue of Life.